# La paura che ho di perderti
La paura che ho di perderti è un singolo della cantante italiana Bianca Atzei, scritto e prodotto da Francesco Silvestre, pubblicato il 4 luglio 2013 e successivamente inserito nel primo album dell'interprete, intitolato Bianco e nero e messo in commercio nel 2015.

## Esibizioni dal vivo
L'artista ha presentato questo brano alla prima edizione del Coca Cola Summer Festival, ovvero nel 2013, riuscendo ad arrivare alla serata finale.

## Classifiche
| Classifica (2013) | Posizione massima |
| ----------------- | ----------------- |
| Italia            | 37                |